# Brock (adelssläkt)

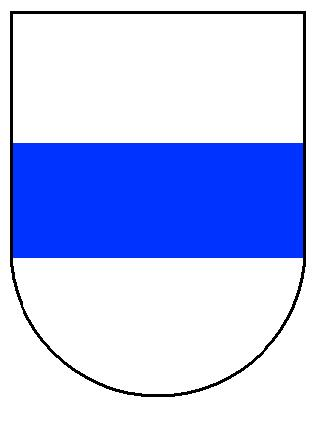
Den äldsta familjen Brok / Brock som börjar och slutar med en Niels Brock Banners vapensköld.

Brock eller Brok är namnet på flera danska adelsätter.
Den äldsta av dessa, som i vapnet förde en bjälke, uppträder i källorna i slutet av 1200-talet. Efter denna ätts utdöende upptogs hanet på 1400-talet av en annan, genom gifte besläktad med den förra. Denna andra ätten utdog med Eske Brock 1625.
Ytterligare ett par släkter, utan känt samband med de ovan beskrivna, bar namnet Brock på 1400- och 1500-talet.
Kända medlemmar av ätterna:
- Niels Brock (början av 1300-talet), dansk riddare och rådsherre
- Eske Brock (1560–1625), danskt riksråd